# Bibliotheksverband Südtirol
Der Bibliotheksverband Südtirol KDS (BVS; eigene Bezeichnung: bibliotheks verband südtirol) ist ein am 31. Jänner 1981 gegründeter gemeinnütziger Verein zur Förderung der Bibliotheken in Südtirol. Er ist ein Zusammenschluss von Bibliotheken, Bibliothekarinnen und Förderern.
Im Jahr 2024 sind 361 Bibliotheken, 16 Buchhandlungen und Verlage und 1.423 Privatpersonen Mitglieder des Verbandes. Geschäftsführer des Verbandes ist Stephan Leitner. In zwei Büros in Bozen und Bruneck arbeiten 14 Mitarbeiter.
Der BVS betreibt Öffentlichkeitsarbeit für das Bibliothekswesen, bietet vor allem den kleineren Mitgliedsbibliotheken zentrale Dienstleistungen (z. B. bibliotheksgerechte Medienbearbeitung, Umstellung auf die neue Einheitssystematik), betreut die Verwaltungssoftware der Bibliotheken und leistet technischen Support für die Bibliotheken. Zudem werden jährlich für die Mitglieder ca. 20–25 Fort- und Weiterbildungskurse sowie Studienfahrten zu den Buchmessen und Bibliothekskongressen organisiert.